# Написи на партах
Написи на партах — різновид молодіжних графіті, що зустрічається в установах початкової, середньої та вищої освіти, відноситься до сучасного фолькльору. Написи можуть бути розміщені як на робочій поверхні, так і на інших частинах парти.

## Дослідження написів
До кінця XX сторіччя написи на партах були порівняно маловивченим явищем. Більшість вчених сприймають їх виключно з нормативно-естетичної точки зору, за якою вони є лише шкідництвом, псуванням майна навчального закладу. Проте у 2000-х роках з'явилися дослідження, створені задля вивчення лінгвістичних характеристик написів. Домінуючими підходами до опису графіті є історичний, соціо-культурний, психолого-культурний, лінгвокультурний та лінгвістичний. Тюкаєва Н.І. у 2001-2004 роках провела дослідження студентських графіті в Барнаульському державному педагогічному університеті, Алтайському державному технічному університеті, основу якого склали написи на партах. У 2006 році школярка провела аналіз написів на партах шкіл міста Кірова та завдяки своєму дослідженню стала лауреатом Всеросійських юнацьких читань ім. В.І. Вернадського. Дослідники стверджують, що аналіз написів може допомогти у виховному процесі.

## Функції
Написи на партах виконують такі функції:
- створення другого світу, відвернутого від повсякденного буття;
- психологічне розвантаження;
- комунікативна функція;
- міфологічна функція[5];
- створення собі підказки при іспиті, контрольній чи іншій перевірній роботі.

Причинами створення написів є:
- компенсація відсутності можливості звернутися безпосередньо до адресата;
- компенсація відсутності можливості масового розповсюдження повідомлення;
- компенсація відсутності вільного часу;
- подолання одноманітності, монотонності навчального процесу[5];
- страх іспиту, контрольної чи іншої перевірної роботи.

## Автори написів
Результати досліджень у вузах показали, що написи найчастіше залишають студенти І-ІІ курсів (близько 90% усіх написів). Автори написів в основному ставляться до процесу навчання байдуже.
Типовий студентський автор, як правило, матеріально залежить від батьків, відвідує навчальний заклад вимушено, перебуває у пошуку кандидатури статевого партнера. Психологічна установка типового автора: «Я пишу там, де не прийнято, тому що я кращий, і мені так хочеться».
Авторів написів за стратегією поведінки можна поділити на кілька груп.
1. За емоційно-смисловою характеристикою:
  - ліричні — які прагнуть надати своїм проблемам художній образ у вигляді поетичних та прозових творів («Хотіти не шкідливо, шкідливо не хотіти»);
  - нейтральні — що залишають написи, що не передають емоційний стан («Дорогий студент, тобі необхідно вчитися, щоб стати повноцінною особистістю»);
  - емоційні — створюють написи, що містять експресивні вирази, повторення розділових знаків і т. п., найбільш часто зустрічається («Ура!!!!!», «Нема сил...», «НУДНО»)[9].
2. За ступенем прагнення до креолізованості:
  - художники — реалізують через написи свій творчий потенціал, відрізняються схильністю ретельно промальовувати деталі;
  - креолісти — застосовують спеціальні матеріали — різнокольорові маркери, кулькові ручки, фарби;
  - скриптори — що використовують виключно вербальні знаки; тип, що найчастіше зустрічається[10].
3. За стратегічним параметром:
  - репрезентанти — які представляють себе, записуючи свої імена, прізвиська, номер групи, абревіатуру факультету; тип, що найчастіше зустрічається («Вася, гр. 221»);
  - опоненти — які ставлять себе і собі подібних до привілейованого становища щодо інших суб'єктів навчання, у тому числі через негативну оцінку тих, хто не належить до цього конгломерату («2204 — лохи», «Шансон — фуфло», «Арія — супер»);
  - що дають оголошення — які прагнуть оприлюднити певні події за допомогою оголошень, іноді оголошення носять жартівливий характер («Приходьте на КВК повболівати за наших», «У нас скоро весілля», «Хлопчики за викликом, телефон 02»);
  - страждальці — невдоволення існуючими порядками («Набридло», «Я не можу більше жити»);
  - оповідачі — залишають написи, які ідентичні жанровому типу записка («Я вчора гуляла з Женею»);
  - запитуючі — питання, прохання, пропозиції про початок спілкування («Хто з нами в кіно?»)[11].
4. За креативним параметром:
  - пасивні графітисти — автори небагатослівних написів, що не несуть інформаційну функцію;
  - інвективні граффітисти — автори негативних, вульгарних написів;
  - рефлектуючі граффітисти — автори, які вважають за краще висловлювати негатив непрямим чином, за допомогою іронії[12].
5. За психологічним образом:
  - «стурбовані» (рос. «озабоченные») — автори написів на сексуальну тему («Надаю інтимні послуги, тел. …»);
  - «покинуті» — автори текстів про нещасливе кохання, про нетерпимість самотності («Юро, мені погано без тебе»);
  - «нетерпимі» — автори негативних написів, які містять невдоволення необхідністю знаходження у стінах навчального закладу («Мені холодно, голодно та спати хочеться»);
  - «нестримані» — різко реагують на різноманітні обставини, що супроводжують навчальний процес («Я сиджу на лекції, у мене ерекція»);
  - «експресивні» — повідомлення, що характеризуються емоційними сплесками («Клас!»);
  - «протестанти» — протест проти навколишнього середовища («Скільки можна нас мучити»);
  - «непомічені» — автори, які бажають заявити про себе, часто страждають на синдром Бобчинського («Привіт, мене звуть Олена, давай переписуватися»);
  - «радісні» — автори закликів, звеличень подій, що супроводжують навчальний процес («Від сесії до сесії живуть студенти весело»);
  - «веселі» — ті, що осміюють різні події, у тому числі заборонені теми («Не захропи на лекції, щоб не розбудити ближнього свого»);
  - «сумні» — залишають написи зневіреного, безнадійного характеру («Встану вранці рано, вип'ю кухоль ртуті і піду здохну в цьому інституті»);
  - «агресивні» — негативні емоції, що виражають у різкій формі, часто використовують ненормативну лексику («Сьогодні я купив гранату — кінець рідному деканату»)[13].

Написи на партах залишають особи як чоловіки, так і жінки.

## Види написів
Написи на партах може бути як віршованими, і прозовими. Також це можуть бути креслення, малюнки та інші записи. У цілому написи характеризуються тезовим викладом інформації. Написи класифікують за кількома ознаками.
1. За цілеспрямованістю:
  - оповідальні («Євгеній, ви — бяка»);
  - окличні («Підтримую попереднього аффтара!»);
  - запитальні («Як тебе звати?»);
  - освітні («Хто не вірить у псевдоголдстоунівські бозони[en] — намалюй паровозик»[14], а також написи, що використовуються як шпаргалки (написані на парті олівцем формули, зроблені, наприклад, перед здаванням контрольної роботи з фізики на перерві, після використання зазвичай такі написи стирають);
  - міркування («Краще повіситися, ніж складати сесію»)[15].
2. За кількістю відбитих ситуацій:
  - одномоментні («Хочу Женю»);
  - двомоментні («У мене чудова пропозиція: ходімо всі додому»);
  - багатомоментні, до яких належать переважно довгі вірші[15].

Серед тем, до яких звертаються автори, — кохання, музичні захоплення, вечірнє проведення часу. Часто зустрічається ненормативна лексика, характерною рисою є те, що автори, знаючи правила мови, нехтують орфографією та пунктуацією.

## Адресати написів
Потенційним читачем залишених написів є будь-який учень (студент чи школяр). Характерною відмінністю написів на партах від інших форм масової комунікації є використання в більшості випадків при зверненні форми однини, попри те, що читачів може бути безліч («На препода дивись, а не сюди»).

## Відповідальність
Заборони нанесення написів на парти прописані у Правилах внутрішнього розпорядку та інших документах навчальних закладів. Як дисциплінарні стягнення можуть застосовуватися зауваження та догани. Керівники вищих навчальних закладів можуть загрожувати відрахуванням студентам за нанесення написів на партах. У 2007 році CBS повідомила про те, що 13-річну ученицю нью-йоркської школи було заарештовано поліцією за нанесення слова «Okay». Арешт був здійснений на прохання директора школи.